# Nedre Haukajaure
Nedre Haukajaure är en sjö i Jokkmokks kommun i Lappland och ingår i Råneälvens huvudavrinningsområde. Sjön har en area på 0,0739 kvadratkilometer och ligger 348 meter över havet.

## Delavrinningsområde
Nedre Haukajaure ingår i det delavrinningsområde (739578-172028) som SMHI kallar för Mynnar i Harrbäcken. Medelhöjden är 342 meter över havet och ytan är 11,69 kvadratkilometer. Det finns inga avrinningsområden uppströms utan avrinningsområdet är högsta punkten. Vattendraget som avvattnar avrinningsområdet har biflödesordning 4, vilket innebär att vattnet flödar genom totalt 4 vattendrag innan det når havet efter 136 kilometer. Avrinningsområdet består mestadels av skog (69 procent) och sankmarker (25 procent). Avrinningsområdet har 0,42 kvadratkilometer vattenytor vilket ger det en sjöprocent på 3,5 procent.